# Kung Neptun
Kung Neptun (engelska: King Neptune) är en amerikansk animerad kortfilm från 1932. Filmen ingår i Silly Symphonies-serien.

## Handling
När havskungen Neptun råkar trassla in sig i kättingen anländer ett gäng pirater och tillfångatar en sjöjungfru. Samtidigt som de andra havsvarelserna planerar en hämnd mot piraterna, lyckas dock kungen lösgöra sig och kommer till undsättning.

## Om filmen
Kung Neptuns animationsdesign återanvändes två Disney-kortfilmer till; I drömmarnas rike med Musse Pigg som utkom 1936 och Pingvinen som alltid frös som utkom 1944 som en del av långfilmen Tre Caballeros.

### Svenska visningar
Filmen hade svensk biopremiär den 2 oktober 1933 och visades på biografen London i Stockholm.
Filmen har givits ut på VHS och DVD och finns sedan 1997 dubbad till svenska.

## Rollista
| Roll            | Originalröst      | Svensk röst  |
| Havskung Neptun | Allan Watson      | Gunnar Uddén |
| Sjöjungfrur     | Marcellite Garner | okänt        |